# Epiteli columnar simple
Un epiteli columnar simple és un epiteli d'una sola capa de cèl·lules columnars unides a la membrana basal, amb nuclis de forma ovalada situats a la regió basal. En els éssers humans, un epiteli columnar simple recorre la majoria d’òrgans del tracte digestiu, inclosos l'estómac, l'intestí prim i l'intestí gros. Els epitelis columnars simples recobreixen l'úter.